# Leichtathletik-Europameisterschaften 1958/4 × 400 m der Männer

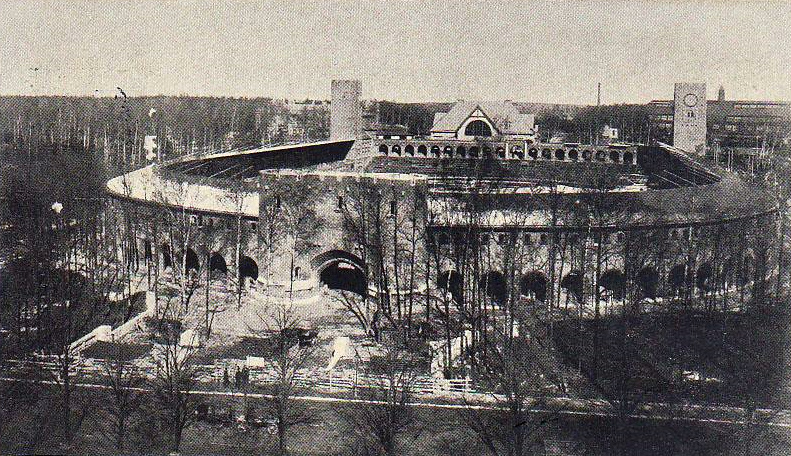
Ansichtskarte des Stockholmer Olympiastadions aus dem Jahr 1912

Die 4-mal-400-Meter-Staffel der Männer bei den Leichtathletik-Europameisterschaften 1958 wurde am 23. und 24. August 1958 im Stockholmer Olympiastadion ausgetragen.
Europameister wurde Großbritannien in der Besetzung Ted Sampson, John MacIsaac, John Wrighton und John Salisbury.
Den zweiten Platz belegte Deutschland mit Carl Kaufmann, Manfred Poerschke, Johannes Kaiser und Karl-Friedrich Haas.
Bronze ging an die Schweden Nils Holmberg, Hans Lindgren, Lennart Jonsson und Alf Petersson.

## Rekorde

### Bestehende Rekorde
| Weltrekord   | 3:03,9 min | Jamaika (Arthur Wint, Leslie Laing, Herb McKenley, George Rhoden)                           | OS Helsinki, Finnland | 27. Juli 1952   |
| Europarekord | 3:06,6 min | BR Deutschland (Hans Geister, Günther Steines, Heinz Ulzheimer, Karl-Friedrich Haas)        | OS Helsinki, Finnland | 27. Juli 1952   |
| EM-Rekord    | 3:08,7 min | Frankreich (Claude Haarhoff, Jacques Degats, Jean-Paul Martin du Gard, Jean-Pierre Goudeau) | EM Bern, Schweiz      | 29. August 1950 |

### Rekordverbesserungen
Der bestehende Meisterschaftsrekord wurde verbessert und darüber hinaus gab es einen Landesrekord:
- Meisterschaftsrekord: 3:07,9 min – Großbritannien (Ted Sampson, John MacIsaac, John Wrighton, John Salisbury), Finale am 24. August
- Landesrekord: 3:10,7 min – Schweden (Nils Holmberg, Hans Lindgren, Lennart Jonsson, Alf Petersson), Finale am 24. August

## Vorrunde
23. August 1958, 16.30 Uhr
Die Vorrunde wurde in zwei Läufen durchgeführt. Die ersten drei Staffeln pro Lauf – hellblau unterlegt – qualifizierten sich für das Finale, nur jeweils ein Team pro Rennen schied aus.

### Vorlauf 1
| Platz | Nation      | Besetzung                                                                   | Zeit (min) |
| ----- | ----------- | --------------------------------------------------------------------------- | ---------- |
| 1     | Deutschland | Carl Kaufmann Manfred Poerschke Johannes Kaiser Karl-Friedrich Haas         | 3:12,5     |
| 2     | Sowjetunion | Konstantin Gratschow Abram Krywoschejew Michail Nikolski Valentin Rachmanow | 3:13,2     |
| 3     | Italien     | Nereo Fossati Mario Fraschini Giovanni Scavo Renato Panciera                | 3:13,3     |
| 4     | Finnland    | Börje Strand Pentti Rekola Jussi Rintamäki Voitto Hellsten                  | 3:13,4     |

### Vorlauf 2
| Platz | Nation         | Besetzung                                                                  | Zeit (min) |
| ----- | -------------- | -------------------------------------------------------------------------- | ---------- |
| 1     | Großbritannien | Ted Sampson John MacIsaac John Wrighton John Salisbury                     | 3:13,4     |
| 2     | Schweden       | Nils Holmberg Hans Lindgren Lennart Jonsson Alf Petersson                  | 3:14,6     |
| 3     | Polen          | Stanisław Swatowski Jacek Jakubowski Tadeusz Kaźmierski Zbigniew Makomaski | 3:14,9     |
| 4     | Schweiz        | Bruno Urben Bruno Galliker Christian Wägli René Weber                      | 3:15,3     |

## Finale
24. August 1958, 17.15 Uhr
| Platz | Nation         | Besetzung                                                                   | Zeit (min) |
| ----- | -------------- | --------------------------------------------------------------------------- | ---------- |
| 1     | Großbritannien | Ted Sampson John MacIsaac John Wrighton John Salisbury                      | 3:07,9 CR  |
| 2     | Deutschland    | Carl Kaufmann Manfred Poerschke Johannes Kaiser Karl-Friedrich Haas         | 3:08,2     |
| 3     | Schweden       | Nils Holmberg Hans Lindgren Lennart Jonsson Alf Petersson                   | 3:10,7 NR  |
| 4     | Italien        | Nereo Fossati Mario Fraschini Giovanni Scavo Renato Panciera                | 3:11,1     |
| 5     | Sowjetunion    | Konstantin Gratschow Abram Krywoschejew Michail Nikolski Valentin Rachmanow | 3:11,4     |
| 6     | Polen          | Stanisław Swatowski Jacek Jakubowski Tadeusz Kaźmierski Zbigniew Makomaski  | 3:13,8     |